# IC 5101
IC 5101 ist eine Balken-Spiralgalaxie vom Hubble-Typ SBbc im Sternbild Pfau am Südsternhimmel. Sie ist schätzungsweise 225 Millionen Lichtjahre von der Milchstraße entfernt und hat einen Durchmesser von etwa 90.000 Lichtjahren. Vermutlich bildet sie gemeinsam mit IC 5100 ein gravitativ gebundenes Galaxienpaar.
Das Objekt wurde am 22. August 1900 von DeLisle Stewart entdeckt.